# إمارة بوطان
إمارَة بوطان أو بوهتان أو بُختي (بالكردية: میرنشینی بۆتان، Mîrektiya Botan) هي إمارة كُرْدِيَّة تاريخيَّة من العصور الوسطى في الدولة العثمانية تركزت في بلدة جزيرة ابن عمر التي تُعرف باسم جزيرة بوتان في جنوب شرق الأناضول. كان البوطيون فرعًا قديمًا وبارزًا من الكرد، اتبع بعضهم الديانة الإيزيدية، ولكن بحلول القرن الرابع عشر كان معظمهم قد اعتنقوا الإسلام السني.

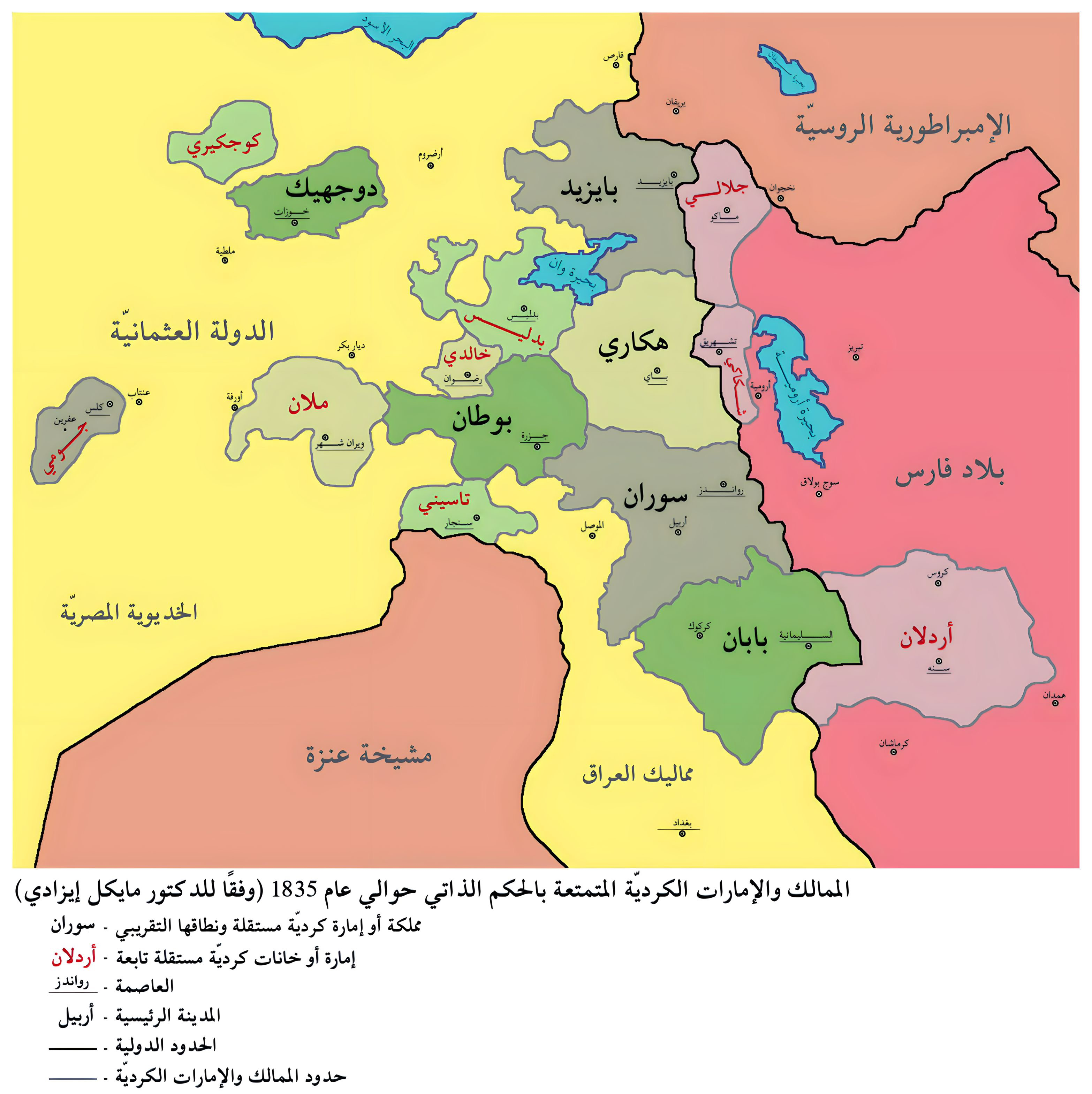
إمارة بوطان في خريطة الممالك والإمارات الكرديّة حوالي عام 1835م.

## التاريخ
سيطرت أسرة عزيزان من قبيلة بوطان على جزيرة ابن عمر في 1337/1336 بدعم من الأمير الأيوبي الأشرف، حاكم حصن كيفا.
ذكر حمد الله المستوفي في نزهة القلوب أن دخل جزيرة ابن عمر في عقد 1330 بلغ 170,200 دينار..
هدفت إمارة حصن كيفا إلى السيطرة على جزيرة ابن عمر من خلال تقديم الدعم العسكري للبوطيين، وبتزويج ابنة أمير حصن كيفا لعز الدين، أمير بوطان، ولكن تلك المحاولات فشلت، حيث قويت شوكة أمراء بوطان وكبرت المدينة. عند ذلك، حاول أمير حصن كيفا احتلال جزيرة ابن عمر بالقوة عام 1385/1384 ولكن محاولته فشلت.

في أوائل القرن الثامن حكم الأكراد البختيون والباجناويون المنطقة المحيطة بجبل سنجار والجزيرة المعروفة باسم زوزان. يصف ياقوت الحموي منطقتهم بأنها من إخلات إلى سلماس بما يشمل العديد من معاقل البوطيين، كما ذكر مدينة جَرداكيل كعاصمة لهم. حكمت الإمارة منطقة تمتد من ديار بكر إلى وان ومن رواندز إلى سنجار في ذروتها. كان حكام بوطان الأوائل من عائلة عزيز أوغلو المرتبطين بحكام إمارة بدليس. في القرن السادس عشر مُنحت بوطان وضعًا إداريا خاصا، وأصبحت إمارة كردية وراثية داخل الدولة العثمانية.
كان بدرخان بك، أميرًا مهمًا لإمارة بوطان، خلفًا لـمير سيف الدين. كان بدرخان أميرا للإمارة من عام 1835 ومرة أخرى في عام 1847.
استقال بدرخان بك بعد انتفاضة فاشلة ضد الدولة العثمانية وفقدت الإمارة استقلالها بعد ذلك.

## المجموعات الفرعية
كانت الفروع الرئيسية هي براسبي وداسني وسندي. وفقًا لشرف خان شمس الدين البدليسي، كان عدد قليل من البوطيين في عصره يتبعون الإيزيدية. علاوة على ذلك، ذكر أن البختيين كانوا من بين الجماعات الكردية التي كان لها فرع إيزيدي كبير.